# Cúp bóng đá châu Phi 1972
Cúp bóng đá châu Phi 1972 là Cúp bóng đá châu Phi lần thứ tám, được tổ chức tại Cameroon. Số đội tham dự giải là 26, hơn giải trước đó 3 đội. Vòng chung kết của giải như các giải trước gồm 8 đội chia làm 2 bảng, mỗi bảng 4 đội. Hai đội tuyển đứng đầu mỗi bảng vào đá bán kết, đội thắng ở bán kết vào đá chung kết, đội thua dự trận trận tranh giải ba. Cộng hòa Congo giành chức vô địch lần đầu tiên sau khi thắng Mali 3-2 ở chung kết. Còn Sudan trở thành đội đương kim vô địch thứ hai bị loại ngay từ vòng bảng (sau CHDC Congo 1970).

## Vòng loại
Vòng loại của giải gồm 24 đội tham gia, chọn lấy 6 đội cùng với đương kim vô địch Sudan và chủ nhà Cameroon tham dự vòng chung kết. Vòng loại thi đấu theo thể thức loại trực tiếp. Ở vòng loại thứ nhất 24 đội chia làm 12 cặp đấu, chọn đội thắng vào vòng loại thứ hai. Vòng loại thứ hai 12 đội chia làm 6 cặp đấu, 6 đội thắng dự vòng chung kết.

### Các đội không vượt qua vòng loại

#### Vòng loại thứ nhất
| - Algérie - Dahomey - Ethiopia - Gabon - Libya - Madagascar |  | - Niger - Nigeria - Sénégal - Tanzania - Uganda - Thượng Volta |  |  |

#### Vòng loại thứ hai
| - Cộng hòa Ả Rập Thống nhất - Bờ Biển Ngà - Ghana |  | - Guinée - Mauritius - Zambia |  |  |

## Địa điểm
| Yaoundé               | YaoundéDouala Địa điểm diễn ra Cúp bóng đá châu Phi 1972 | Douala                  |
| Sân vận động Thể thao | YaoundéDouala Địa điểm diễn ra Cúp bóng đá châu Phi 1972 | Sân vận đông Thống nhất |
| Sức chứa: 38.720      | YaoundéDouala Địa điểm diễn ra Cúp bóng đá châu Phi 1972 | Sức chứa: 30.000        |
|                       | YaoundéDouala Địa điểm diễn ra Cúp bóng đá châu Phi 1972 |                         |

## Vòng chung kết
Các trận đấu ở bảng A được tổ chức tại Yaoundé, ở bảng B được tổ chức tại Douala.

### Bảng A
| Đội tuyển | Số trận | Thắng | Hòa | Thua | Bàn thắng | Bàn thua | Hiệu số | Điểm |
| --------- | ------- | ----- | --- | ---- | --------- | -------- | ------- | ---- |
| Cameroon  | 3       | 2     | 1   | 0    | 5         | 2        | +3      | 5    |
| Mali      | 3       | 0     | 3   | 0    | 5         | 5        | 0       | 3    |
| Kenya     | 3       | 0     | 2   | 1    | 3         | 4        | −1      | 2    |
| Togo      | 3       | 0     | 2   | 1    | 4         | 6        | −2      | 2    |

| Cameroon                | 2–1 | Kenya    |
| ----------------------- | --- | -------- |
| N'Doga 7' · N'Dongo 20' |     | Niva 44' |

| Mali                                       | 3–3 | Togo                        |
| ------------------------------------------ | --- | --------------------------- |
| B Traoré 10' · F. Keita 46' · B. Touré 49' |     | Kaolo 45' (ph.đ.), 60', 81' |

| Mali         | 1–1 | Kenya         |
| ------------ | --- | ------------- |
| F. Keita 45' |     | Nicodémus 60' |

| Cameroon           | 2–0 | Togo |
| ------------------ | --- | ---- |
| Maya 64' · Mvé 79' |     |      |

| Togo      | 1–1 | Kenya         |
| --------- | --- | ------------- |
| Kaolo 60' |     | Pelé Ouma 30' |

| Cameroon     | 1–1 | Mali         |
| ------------ | --- | ------------ |
| N'Doumbé 67' |     | F. Keita 43' |

### Bảng B
| Đội tuyển      | Số trận | Thắng | Hòa | Thua | Bàn thắng | Bàn thua | Hiệu số | Điểm |
| -------------- | ------- | ----- | --- | ---- | --------- | -------- | ------- | ---- |
| Zaire          | 3       | 1     | 2   | 0    | 4         | 2        | +2      | 4    |
| Cộng hòa Congo | 3       | 1     | 1   | 1    | 5         | 5        | 0       | 3    |
| Maroc          | 3       | 0     | 3   | 0    | 3         | 3        | 0       | 3    |
| Sudan          | 3       | 0     | 2   | 1    | 4         | 6        | −2      | 2    |

| Cộng hòa Congo | 1–1 | Maroc     |
| -------------- | --- | --------- |
| Moukila 45'    |     | Faras 34' |

| Zaire       | 1–1 | Sudan                 |
| ----------- | --- | --------------------- |
| Mayanga 53' |     | Hasabu El-Sagheer 55' |

| Maroc     | 1–1 | Sudan                    |
| --------- | --- | ------------------------ |
| Faras 32' |     | Bushara Abdel-Nadief 49' |

| Zaire            | 2–0 | Cộng hòa Congo |
| ---------------- | --- | -------------- |
| N'Tumba 16', 59' |     |                |

| Maroc     | 1–1 | Zaire      |
| --------- | --- | ---------- |
| Faras 36' |     | Mayanga 3' |

| Cộng hòa Congo                               | 4–2 | Sudan                               |
| -------------------------------------------- | --- | ----------------------------------- |
| M'Bono 8', 55' · M'Pelé 32' · Bahamboula 46' |     | Abdel Wahab 37' · Bushara Wahba 44' |

### Vòng đấu loại trực tiếp
|  | Bán kết             | Bán kết |                     |   | Chung kết | Chung kết |
|  |                     |         |                     |   |           |           |
|  | 2 tháng 3 – Yaoundé |         |                     |   |           |           |
|  |                     |         |                     |   |           |           |
|  | Cameroon            | 0       |                     |   |           |           |
|  | Cameroon            | 0       | 4 tháng 3 – Yaoundé |   |           |           |
|  | Cộng hòa Congo      | 1       |                     |   |           |           |
|  | Cộng hòa Congo      | 1       | Cộng hòa Congo      | 3 |           |           |
|  | 2 tháng 3 – Douala  |         | Cộng hòa Congo      | 3 |           |           |
|  |                     | Mali    | 2                   |   |           |           |
|  | Zaire               | Mali    | 2                   | 3 |           |           |
|  | Zaire               |         |                     | 3 |           |           |
|  | Mali (h.p.)         | 4       |                     |   |           |           |
|  | Mali (h.p.)         | 4       | Tranh hạng ba       |   |           |           |
|  |                     |         |                     |   |           |           |
|  | 5 tháng 3 – Yaoundé |         |                     |   |           |           |
|  |                     |         |                     |   |           |           |
|  | Cameroon            | 5       |                     |   |           |           |
|  | Cameroon            | 5       |                     |   |           |           |
|  | Zaire               | 2       |                     |   |           |           |

#### Bán kết
| Cameroon | 0–1 | Cộng hòa Congo |
| -------- | --- | -------------- |
|          |     | Minga 31'      |

| Zaire                                 | 3–4 (h.p.) | Mali                                             |
| ------------------------------------- | ---------- | ------------------------------------------------ |
| N'Tumba 6' · Etepé 61' · Ngassebe 78' |            | A. Traoré 17' · B. Touré 68' · F. Keita 48', 92' |

#### Tranh giải ba
| Cameroon                                                             | 5–2 | Zaire                   |
| -------------------------------------------------------------------- | --- | ----------------------- |
| Akono 4' (ph.đ.) · N'Dongo 31' · Owona 32' · Mouthé 34' · N'Doga 42' |     | Etepé 13' · Mayanga 17' |

#### Chung kết
| Cộng hòa Congo               | 3–2 | Mali                         |
| ---------------------------- | --- | ---------------------------- |
| M'Bono 57', 59' · M'Pelé 63' |     | Diakhité 42' · M. Traoré 75' |

| Vô địch Cúp bóng đá châu Phi 1972 Cộng hòa Congo Lần thứ nhất |

## Danh sách cầu thủ ghi bàn
5 bàn
- Fantamady Keita

4 bàn
| - Jean-Michel M'Bono | - Edmond Apéty Kaolo |  |

3 bàn
| - Ahmed Faras | - Mayanga Maku | - Jean Kalala N'Tumba |

2 bàn
| - Jean-Baptiste N'Doga - Paul-Gaston N'Dongo | - François M'Pelé - Bako Touré | - Kakoko Etepé |

1 bàn
| - Jean Paul Akono - Simo Emmanuel Mvé - François N'Doumbe - Joseph Yegba Maya - Philippe Michel Mouthé - Norbert Owona - Jonas Bahamboula | - Noël Birindi Minga - Paul Moukila - Daniel Arudhi Nicodémus - Jonathan Niva - Peter "Pelé" Ouma - Adama Traoré - Bakary Traoré | - Moussa Diakhité - Moussa Traoré - Sanad Bushara Abdel-Nadief - Kamal Abdel Wahab - Hasabu El-Sagheer - Ahmed Bushara Wahba - Gary Ngassebe |

## Đội hình toàn sao
Thủ môn
- Allal Ben Kassou

Hậu vệ
- Abdella "Kaunda" El-Ser
- Tshimen Bwanga
- Paul Nlend
- Boujemaa Benkhrif

Tiền vệ
- Noël Birindi Minga
- Mayanga Maku
- Paul-Gaston N'Dongo
- Jean-Pierre Tokoto

Tiền đạo
- Kakoko Etepé
- François M'Pelé